# 爱地那非
爱地那非（英語：Aildenafil），又名甲基异西地那非（英語：Methisosildenafil）是一种化学合成药物，是西地那非（伟哥）的结构类似物。该药物于2003年首次被报道。与西地那非一样，爱地那非也是一种5型磷酸二酯酶抑制剂。
爱地那非已被发现掺假在各种以“天然”或“草本”性功能增强产品名义出售的补充剂中。美国食品药品监督管理局（FDA）警告消费者，任何声称效果与处方药一样好的性功能增强产品都可能含有此类污染物。
爱地那非已在中国大陆获批上市。